# Videnskabeligt artsnavn
Et videnskabeligt artsnavn, også kendt som latinsk navn, er en eksakt, videnskabelig betegnelse for en enkel biologisk art. Det består af et binomen, som er sammensat af to ord, slægtsnavnet og artsbetegnelsen. Begge disse ord er latinske grammatiske former, selvom de kan have deres rod i ord fra andre sprog. For eksempel hører mennesket til slægten Homo og inden for denne slægt til arten Homo sapiens. Den binomiale nomenklatur (eller binominale nomenklatur) er indført af Carl von Linné, reelt begyndende med hans værk Species Plantarum fra 1753.
Anvendelsen af binomial nomenklatur bestemmes af forskellige internationalt vedtagne regelsæt, af hvilke de vigtigste er
International Code of Zoological Nomenclature (ICZN) for dyr og International Code of Nomenclature for algae, fungi, and plants (ICN). Selv om de generelle principper er fælles for de to regelsæt, er der forskelle i både terminologi og præcise regler.
Det er en vedtagen regel, at slægtsnavnet skrives med stort begyndelsesbogstav, mens artsbetegnelsen altid skal stå med lille begyndelsesbogstav også selvom det er afledt af et egennavn såsom navnet på en person eller et sted.
Desuden skrives begge dele i kursiv, når navnet indgår i normal tekst. I videnskabelige publikationer angives normalt også autornavnet for det videnskabelige navn, i det mindste første gang det nævnes, og publikationstidspunktet kan også angives.

## Eksempler
- Inden for zoologi
  - "Strix aluco Linnaeus, 1758" – Navnet "Linnaeus" fortæller læseren, hvem der første gang publicerede en beskrivelse og et navn for denne fugleart. 1758 er udgivelsesåret for den publikation, hvori beskrivelsen findes (i dette tilfælde 10. udgave af bogen Systema Naturae).
  - "Passer domesticus (Linnaeus, 1758)" – Det oprindelige navn givet af Linnaues var Fringilla domestica. Parenteserne viser, at arten nu anses at tilhøre en anden slægt. ICZN kræver ikke at navnet angives på den person, der ændrede slægten. Heller ikke årstallet for denne ændring.
- Inden for botanik
  - "Tanacetum vulgare L." – "L." er standardforkortelsen for "Linnaeus" anvendt inden for botanik.
  - "Herminium monorchis (L.) R. Br." – Linné kaldte først denne orkidé-art Ophrys monorchis; Robert Brown overførte den til slægten Herminium; ICN kræver ikke at årstallet for nogen af udgivelserne angives.

## Historie
Inden man begyndte at anvende det moderne binomiale system til navngivning af arter, bestod et videnskabeligt navn af et slægtsnavn kombineret med en artsbetegnelse, der kunne være fra et til flere ord langt. Sammen dannede de et polynomialt navngivningssystem. Disse navne havde to separate funktioner. For det første at betegne arten og for det andet at være en diagnose eller beskrivelse. Dog viste det sig, at disse to mål ikke kunne forenes. I en simpel slægt, der kun består af to arter, var det nemt at adskille dem med et slægtsnavn bestående af et enkelt ord og en artsbetegnelse også af et enkelt ord. Men efterhånden som flere arter opdagedes, blev navnene nødvendigvis længere og mere uhåndterlige, for eksempel Plantago foliis ovato-lanceolatus pubescentibus, spica cylindrica, scapo tereti (Vejbred med dunhårede, æg-lancetformede blade, et cylindrisk aks og et glat og trindt blomsterskaft), som vi i dag kender som Plantago media.

## Fordele
Fordelene ved det binomiale system kommer primært af dets simpelhed, dets udbredte anvendelse og navnenes entydighed og stabilitet, som systemet normalt begunstiger:
- Simpelhed. Sammenlignet med det tidligere system som det erstattede, er et binomialt navn både kortere og nemmere at huske.[1] Det svarer til det udbredte system med efternavne og fornavne, der bruges til at navngive mennesker i mange kulturer.[4]
- Udbredt anvendelse. Den binomiale nomenklatur styres gennem internationale regler og anvendes af biologer over hele verden.[5] Nogle få binomiale navne er også blevet en del af det almindelige sprog, fx Homo sapiens, E. coli og Tyrannosaurus rex.
- Klarhed. Med binomiale navne undgås den forvirring som kan opstå, når man forsøger at bruge trivialnavne om arter.[6] Trivialnavne er ofte forskellige fra land til land eller selv fra den ene landsdel til den anden. I de engelsktalende dele af Europa er "robin" navnet på fuglen Erithacus rubecula (rødhals). I det engelsktalende Nordamerika er "robin" lig Turdus migratorius (vandredrossel). Modsat kan det videnskabelige navn anvendes over hele verden, på alle sprog, så misforståelser og besværlige oversættelser undgås.[7][8]
- Entydighed. Forudsat at taksonomer kan enes om en arts afgrænsning, så kan den kun have et korrekt navn under den pågældende nomenklatur, hvilket generelt er det tidligst publicerede, hvis to eller flere navne ubevidst er tildelt den samme art.[8] Det kan dog være svært at påvise, at to navne faktisk betegner den samme art og derefter beslutte, hvilket navn som har førsteprioritet, især hvis arten er navngivet af biologer fra forskellige lande. Derfor kan en art have mere end et ofte brugt navn, disse navne er "synonymer".[9]
- Stabilitet. Selv om stabiliteten langt fra er fuldstændig, så har de procedurer, der er i forbindelse med oprettelse af et binomialt navn, såsom prioritetsprincippet, en tendens til at begunstige stabilitet.[6] For eksempel, når arter overføres mellem slægter (hvilket ikke er sjældent på grund af ny viden), så bevares om muligt den anden del af det binomiale navn. Således er der uenighed blandt botanikere, om arterne i slægterne Huperzia og Lycopodium er tilstrækkeligt forskellige til at de skal holdes adskilt. De der holder dem adskilt kalder Otteradet Ulvefod for Huperzia selago, mens de andre giver den navnet Lycopodium selago. Anden del, selago, er det samme i begge navne.

## Ulemper
Den binomiale nomenklatur for arter har den egenskab, at når en art flyttes fra en slægt til en anden, så ikke alene ændres slægtsnavnet, men nogle gange også artsbetegnelsen. For eksempel fordi navnet allerede bruges i den nye slægt eller fordi den nye slægt har et andet køn end den gamle, så endelsen på artsbetegnelsen må ændres. Nogle biologer har argumenteret for brug af navne, der består af et enkelt ord ligesom for kategorier af rang højere end art.

## Nomenklatur, klassifikation og taksonomi
Nomenklatur (inklusive binomial nomenklatur) er ikke det samme som klassifikation, selv om de to er beslægtede. Klassifikation er ordningen af ting i grupper baseret på ligheder og/eller forskelle. I biologisk klassifikation er arter kun en del af det, der klassificeres. I princippet kunne arternes navne være fuldstændig uafhængige af deres klassifikation. Dette er ikke tilfældet for binomiale navne, da den første del af navnet er slægten, i hvilken arten er placeret. Over rangen slægt er binomial nomenklatur og klassifikation delvist uafhængige. For eksempel beholder en art sit binomiale navn, hvis den flyttes fra en familie til en anden eller fra en orden til en anden, med mindre den passer bedre til en anden slægt i den samme eller en anden familie, eller den fjernes fra sin gamle slægt og placeres i en nyligt oprettet slægt.
Den biologiske taksonomi inkluderer både nomenklatur og klassifikation. Den drejer sig i første omgang om at finde, beskrive og navngive arter af levende og fossile organismer. Binomial nomenklatur er derfor en vigtig del af taksonomi, fordi det er efter dette system arterne navngives. Taksonomer interesserer sig for klassifikation, iberegnet dets principper, procedurer og regler.

## Regelsæt
Fra begyndelsen af det 19. århundrede og frem blev det stadig mere tydeligt, at et regelsæt var nødvendigt for de videnskabelige navne. I tidens løb udvikledes International Code of Zoological Nomenclature (ICZN) for dyrs navngivning, International Code of Nomenclature for algae, fungi, and plants (ICN) for planter og svampe (inklusive cyanobakterier) og International Code of Nomenclature of Bacteria (ICNB) for bakterier (inklusive Archaea). Navne for virus bestemmes af International Committee on Taxonomy of Viruses (ICTV), der er et taksonomisk regelsæt, der fastlægger taksa såvel som navne. Disse regelsæt adskiller sig fra hinanden på forskellige måder:
- "Binomial nomenklatur" er den korrekte term i botanik,[15] selvom den også anvendes af zoologer.[16] Siden 1953 har "binominal nomenklatur" været den korrekte term i zoologi. Et binominalt navn kaldes også et binomen (flertal: binomina).[17]
- Begge regelsæt kalder første del af det todelte navn for "slægtsnavnet". I det zoologiske regelsæt (ICZN) kaldes anden del af navnet for "artsbetegnelse", mens den i det botaniske regelsæt (ICN) kaldes et "artsepitet". Tilsammen kaldes de to dele for "artsnavnet".
- ICN (for planter) tillader ikke at de to dele af det binomiale navn er identiske (et sådant navn kaldes et tautonym), mens ICZN (for dyr) tillader dette. Således kaldes gærdesmutten for Troglodytes troglodytes, hvilket ikke ville være tilladt for en plante.
- Udgangspunktet i dato for de forskellige regelsæt er foskellig. Inden for botanik vil udgangspunktet ofte være 1753 (året hvor Carl Linnaeus første gang udgav Species Plantarum). Inden for zoologi er udgangspunktet 1758 (1. januar 1758 anses som datoen for udgivelsen af Linnaeus's Systema Naturae, 10. udgave, og også Clercks Aranei Svecici). Bakteriologi havde en ny begyndelse 1. januar 1980.[18]

## De binomiale navnes skrivemåde
Det er en vedtagen regel, at slægtsnavnet skrives med stort begyndelsesbogstav, mens artsbetegnelsen altid skal stå med lille begyndelsesbogstav. Slægts- og artsnavne skrives oftest i kursiv. Generelt skal det binomiale navn skrives med en skrifttype, der er forskellig fra den normale tekst, fx "En del flere Homo sapiens-fossiler blev fundet." I håndskrift understreges hver del af det binomiale navn, fx Homo sapiens.
Det binomiale navn skal generelt altid skrives fuldt ud. Undtagelsen fra dette er når flere arter af samme slægt bliver opremset eller diskuteret i den samme afhandling, hvor slægtsnavnet i så fald skrives fuldstændigt første gang det nævnes, men derefter kan forkortes til dets første bogstav efterfulgt af punktum. For eksempel kan en liste af medlemmer af slægten Canis skrives som "Canis lupus, C. aureus, C. simensis". I sjældne tilfælde har denne forkortede form vundet større udbredelse, fx bliver bakterien Escherichia coli ofte blot kaldt E. coli og Tyrannosaurus rex er måske bedre kendt som T. rex.
I nogle tilfælde vil man kun kunne bestemme en organisme til slægtsniveau eller den præcise art er irrelevant. I sådanne tilfælde skrives "sp." i stedet for artsbetegnelsen. Eksempel: Mesoplodon sp., det vil sige en art tilhørende slægten Mesoplodon (næbhvaler). Forkortelsen "spp." (flertal) betyder "flere arter". Disse forkortelser kursiveres (eller understreges) ikke. For eksempel betyder "Canis sp." "en uspecificeret art i slægten Canis", mens "Canis spp." betyder "to eller flere arter af slægten Canis". Forkortelserne "sp." og "spp." kan nemt forveksles med "ssp." (zoologi) eller "subsp." (botanik), flertal "sspp." eller "subspp.", hvilket betegner en eller flere underarter (subspecies).

### Autornavn
I afhandlinger bliver det binomiale navn i det mindste ved første omtale efterfulgt af autornavnet, for at vise hvem der første gang publicerede navnet. Autornavnet skrives lidt forskelligt inden for zoologi og botanik. Ved navne på dyr (ICZN) skrives autorens efternavn normalt fuldt ud sammen med datoen (normalt kun årstallet) for publiceringen. Ved plantenavne (ICN) reduceres autorens navn generelt til en standardforkortelse og dato udelades. Det International Plant Names Index vedligeholder en godkendt liste over botaniske autorforkortelser. Historisk blev forkortelser også anvendt inden for zoologi.
Når det originale binomiale navn er blevet ændret, fx når en art er flyttet til en anden slægt, så anvendes parenteser omkring det oprindelige autornavn. Inden for botanik kræves det også, at personen der foretog ændringen angives.

## Tredelte navne
Et takson med rang under artsniveau navngives med et tredelt navn, der normalt skrives med kursiv som ved arter. Der er betydelige forskelle mellem zoologi og botanik. Inden for zoologi er den eneste rang under art underarten. Således kaldes en af underarterne af spætmejsen for Sitta europaea caesia (mørkbuget spætmejse, der i Danmark findes vest for Store Bælt). Indenfor botanik findes flere niveauer under arten, og selvom navnet selv skrives i tre dele, behøves et ekstra ord til at angive rangen. Således skrives den amerikanske underart af Almindelig Hyld som Sambucus nigra subsp. canadensis, og varieteten med fligede blade skrives Sambucus nigra var. laciniata.